# Сандерс, Георгий Фёдорович
Гео́ргий Фёдорович Са́ндерс — фигурист из России бронзовый призёр первого чемпионата мира 1896 года в мужском одиночном катании. Тренировался самостоятельно на Симеоновском катке в Санкт-Петербурге. Пожизненный председатель Гатчинского лаун-теннисного клуба. Арбитр.

### Биография
Родился в Санкт-Петербурге.
На первом чемпионате мира участвовали четыре спортсмена — призёры чемпионатов Европы австриец Густав Хюгель, немец Гильберт Фукс и россияне Георгий Сандерс и Николай Подусков. Российские спортсмены неудачно выступили в обязательном катании («школе») и произвольном катании. Но Георгий Сандерс занял первое место при исполнении специальных фигур. Безукоризненно исполненные им элементы «крест с полумесяцем», «лира», «цветы» и «змейка» оказались самыми сложными и красивыми на чемпионате, что позволило ему в итоге занять третье место.

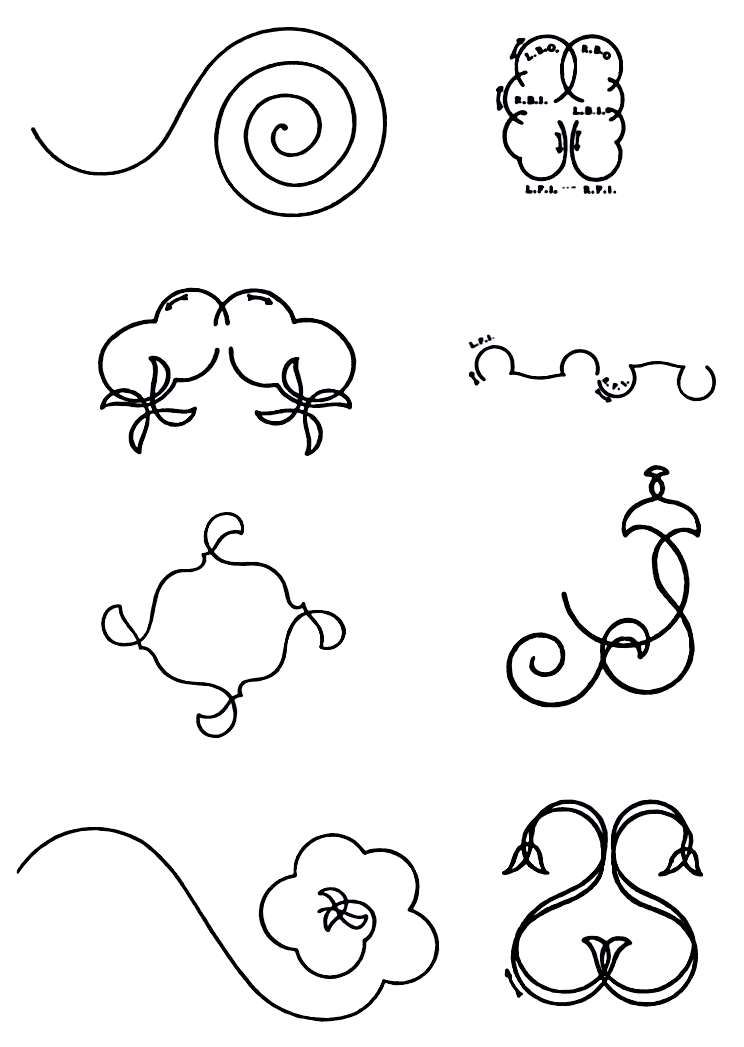
Специальные фигуры

Первым в России исполнил однореберные «крюки» и «выкрюки» в специальных фигурах. Сандерс был арбитром на чемпионате мира по фигурному катанию 1903 года, Олимпиаде 1908 года, чемпионате Европы 1911 года, а также автором фигур, которые исполнил Панин-Коломенкин, принесший России первое олимпийское золото.
В 1909 году основал и возглавил Гатчинский лаун-теннисный клуб, который существовал до 1917 года.
После Октябрьской революции эмигрировал в Англию.

## Спортивные достижения
| Соревнования/Сезоны | 1896 |
| ------------------- | ---- |
| Чемпионаты мира     | 3    |